# Gorja d'en Helm
La Gorja d'en Helm (en anglès: Helm's Deep) és un lloc fictici pertanyent al llegendari de l'escriptor britànic J. R. R. Tolkien i que apareix a la seva novel·la El Senyor dels Anells. Es tracta d'un profund coll que s'obre al peu del pic Thrihyrne, al vessant nord de les Muntanyes Blanques. Durant la Tercera Edat, s'hi va erigir la poderosa fortalesa de Vilacorn. Porta el seu nom per Helm Mademartell, que s'hi va refugiar durant la conquesta de Wulf.
La muntanya s'obre a dos contraforts separats pel precipici, escarpat i estret. La Gorja baixa des d'una paret de roca, on es troba l'entrada a les coves d'Àglarond. El Corrent de Baix, que surt de la gruta, flueix pel fons del coll, fins a perdre's després en les llunyanies del Vall de Baix, que s'estén al nord-est. De cada costat de la Gorja, les cingles s'aixequen gairebé verticals. L'estrep nord-oest es perllonga en un penyal de roca nua.
El lloc està elevat respecte de la Vall del Foldoest i la plana de Calenardhon, per la qual cosa la Gorja ofereix una visió immillorable sobre l'estratègic Pas de Ròhan. Per aquest motiu, els Númenoreans va construir a finals de la Segona Edat una gran fortalesa a la sortida del congost de Vilacorn. Les seves muralles i la seva torre s'alcen sobre l'esperó nord-oest de la muntanya, mentre que el Mur de Baix, que parteix de la ciutadella, s'erigeix en direcció al sud-est, tancant per complet l'accés a la Gorja. Una milla més al nord, a la Vall de Baix, es troba l'estacada de Helm, la primera barrera defensiva. Es tracta d'un parapet seguit d'una ampla fossa, i s'estén al llarg d'una milla entre la cadena de turons que s'alcen en cada costat de la vall.
Durant la Tercera Edat, Góndor manté una guarnició permanent a la zona, que per llavors rep el nom genèric d'Aglarond. Durant segles és un lloc tranquil, allunyat de les guerres del sud i de l'est. Per això, quan el 2510 T.E. es crea el regne de Ròhan, els senescals de Góndor cedeixen la Gorja als Éorlingues. L'utilitzen com a plaça forta defensiva i últim refugi per a la gent del lloc. La població local viu repartida en petits llogarrets, granges i estables dels voltants. A més a més, la Gorja és la seu del Segon Mariscal de la Marca, al comandament d'almenys un éored.
El 2758-2759 T.E., Ròhan és atacada pels terrafoscans, liderats per Wulf el traïdor, i assistits pels Corsaris d'Úmbar. El novè Rei de la Marca, Helm, es refugia a Hornburg. La Gorja és assetjada durant tot el Llarg Hivern, que afecta tant atacants com defensors. El segon fill de Helm, Háma, mor en sortir a la recerca de provisions, i el monarca, desesperat, comença a realitzar incursions en solitari. Helm mor congelat en una de les seves sortides, però la Gorja resisteix fins a la primavera, i a partir de llavors rebrà el nom de Gorja d'en Helm, en honor del valor del Rei.
A l'acabament de la Tercera Edat, és Théodred, fill del Rei Théoden, qui ostenta el càrrec de Segon Mariscal. Resideix a la Gorja d'en Helm, al costat d'Erkenbrand, Senyor del Folde Oest. El febrer de 3019 T.E., Théodred parteix amb dotze éoreds cap al riu Isen, on morirà durant el transcurs de la primera batalla del Riu Isen.
Dies més tard, la Gorja d'en Helm és el lloc on se celebra un dels combats més decisius de la Guerra de l'Anell: la batalla de la Gorja d'en Helm. En la nit del 3 al 4 de març en Légolas, en Guimli, n'Àragorn i els ròhirrim liderats per en Théoden, n'Éomer i en Gamelin, es defensen amb prou feines de les hosts d'en Sàruman, compostes per orcs i dunledins. Poc abans de l'alba, uns atacants aconsegueixen penetrar a la Gorja per primera vegada en la història. Però seran derrotats in extremis gràcies a l'arribada d'en Gàndalf i n'Érkenbrand, al comandament d'un exèrcit del Folde Oest, així com per l'aparició inesperada dels Ucorns que provenien del Bosc de Fàngorn.